# Montura ecuatorial

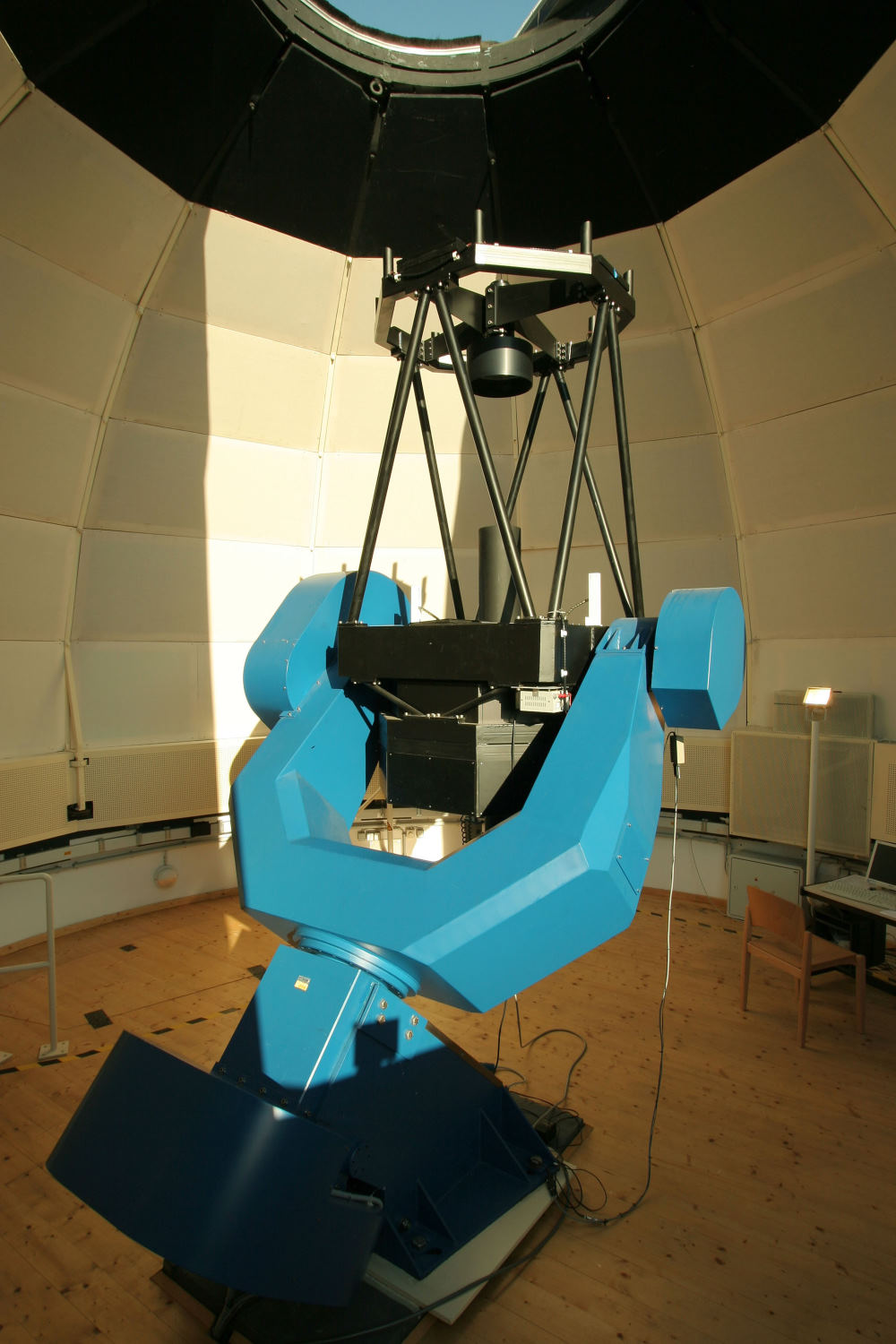
Una montura ecuatorial (pieza en azul) para un telescopio. (Observatorio de la Universidad de Viena).

Una montura ecuatorial es un soporte para telescopios o cámara fotográficas, que permite moverlos en combinación de dos ejes perpendiculares de movimiento horizontal (declinación) y vertical (ascensión recta). El eje vertical es paralelo al eje de rotación de la Tierra, por lo que esta montura a veces también puede encontrarse referenciada como montura paralela. Mientas las monturas altazimutales utilizan como referencia los paralelos y meridianos terrestres, el polo norte y el polo sur, las ecuatoriales utilizan una proyección de estos en el cielo, el polo norte celeste (muy próximo a la estrella polar) y el polo sur celeste. Es la montura más adecuada para observación de objetos celestes.
En ascensión recta, el telescopio o la cámara con la montura, se gira de forma paralela al eje de rotación de la Tierra, cada 23 horas y 56 minutos. La mayoría de monturas tienen la opción de mover el telescopio de forma automática mediante un control computarizado, por ejemplo un mando GoTo, que permite buscar y seguir una gran variedad de objetos celestes. 
Para el buen funcionamiento del telescopio es fundamental una buena alineación del mismo, por ejemplo con la estrella polar en el hemisferio norte y/o con más estrellas u objetos, teniendo siempre en cuenta la latitud en que se encuentra instalado el telescopio. La alineación consiste en indicarle a la montura donde se encuentran una, dos o más estrellas/objetos, para que con esta referencia, sepa encontrar el resto de estrellas/objetos celestes.
Junto con los dos mencionados ejes de "Ascensión Recta" y "Declinación", existe un tercer eje, el de  "Altitud". El cual solo de utiliza en el momento de la puesta en estación, ajustándo la altura del cielo a la que apunta la montura con el eje de rotación de la Tierra. Para ello se ajusta con la altura correspondiente a la coordenada de "Latitud" geográfica del lugar donde nos encontremos.
El diseño más popularizado es la "Montura Ecuatorial Alemana" (CGEM). Aunque existen otros como la montura ecuatorial "de Herradura".  

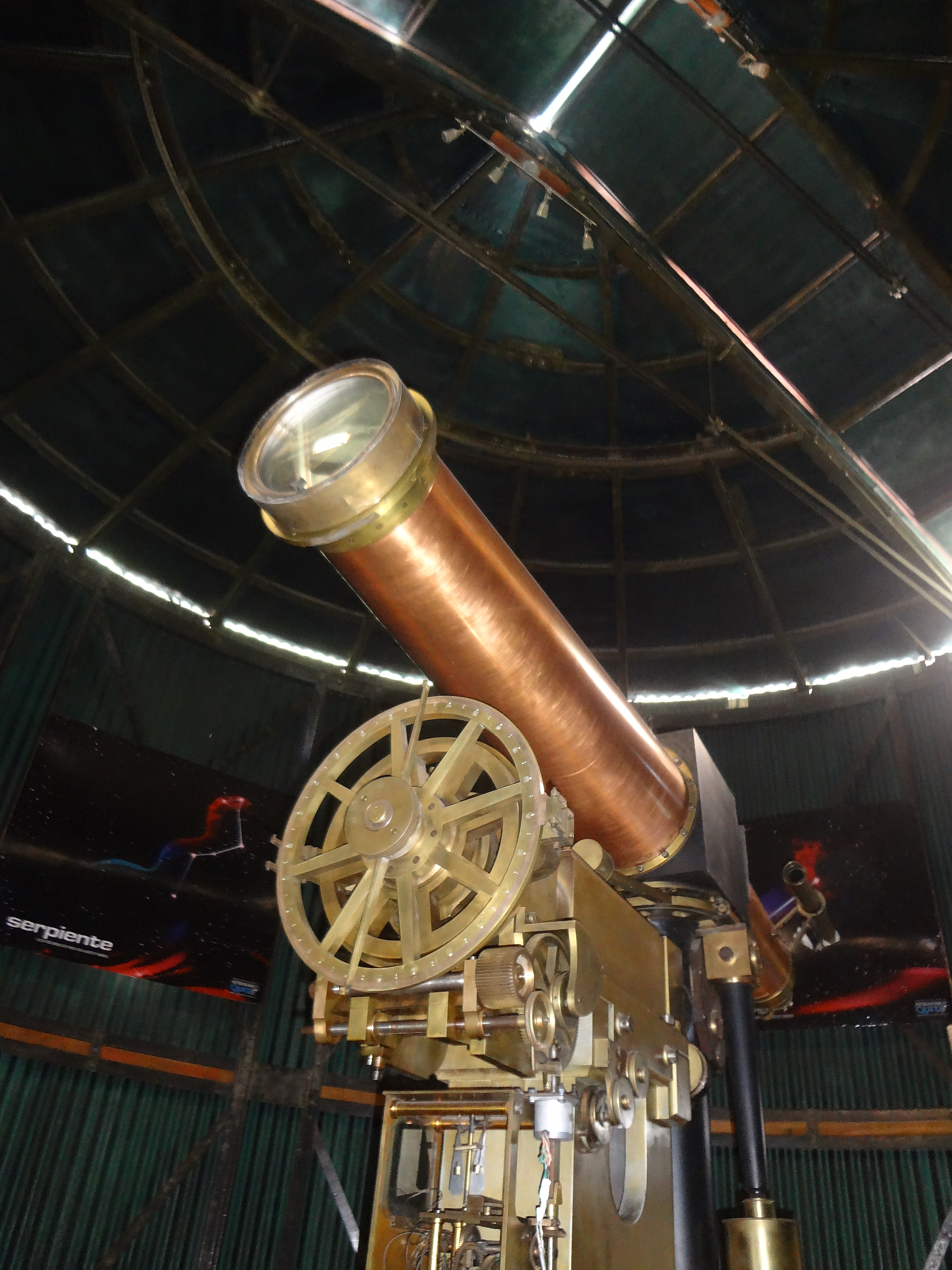
El Observatorio Astronómico de Quito   1875 Georg Merz and Sons, 24cm (9.4 inch) Montura ecuatorial
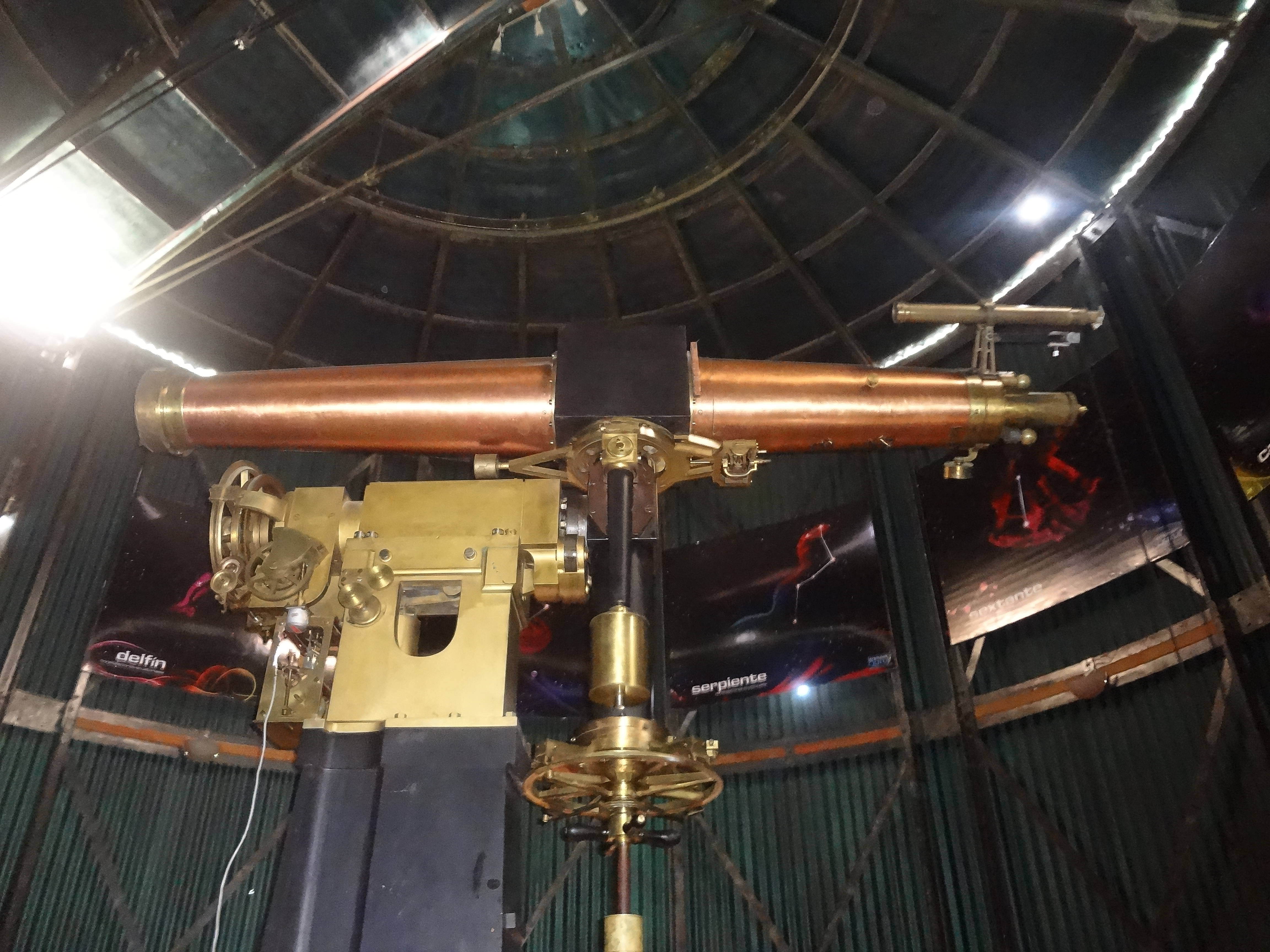
Montura ecuatorial,  Inició sus operaciones con un 24cm  G. & S. Merz telescopio, fabricando (1875) Alemania